# Lista siturilor arheologice din județul Caraș-Severin - I
Lista siturilor arheologice din județul Caraș-Severin - I conține toate siturile arheologice din județul Caraș-Severin înscrise în Repertoriul Arheologic Național (RAN) și aflate în localități al căror nume începe cu litera I. RAN este administrat de Ministerul Culturii și Patrimoniului Național și cuprinde date științifice, cartografice, topografice, imagini și planuri, precum și orice alte informații privitoare la zonele cu potențial arheologic, studiate sau nu, încă existente sau dispărute.
Puteți căuta un sit din localitățile care încep cu litera I folosind formularul de mai jos sau puteți naviga prin toate siturile din județ la Lista siturilor arheologice din județul Caraș-Severin.
| Cod RAN                                  | Denumire | Localitate                        | Adresă                 | Datare                                         | Descoperit | Coordonate                                    | Imagine           | Erori            |
| ---------------------------------------- | --- | --------------------------------- | ---------------------- | ---------------------------------------------- | ---------- | --------------------------------------------- | ----------------- | ---------------- |
| 51822.01.03 (Cod LMI: CS-I-m-B-10840.01) | Situl arheologic de la Iabalcea - "Peștera Țapului" / ansamblu anonim (Categorie: locuire civilă) (Tip: Locuire)                                                 | sat Iabalcea, comuna Carașova     | Peștera Țapului        |                                                |            |                                               | Încărcați imagine | Raportați eroare |
| 51822.01.04 (Cod LMI: CS-I-s-B-10840)    | Situl arheologic de la Iabalcea - "Peștera Țapului" / ansamblu anonim (Categorie: locuire civilă) (Tip: Locuire)                                                 | sat Iabalcea, comuna Carașova     | Peștera Țapului        | geto-dacică                                    |            |                                               | Încărcați imagine | Raportați eroare |
| 51822.01.01 (Cod LMI: CS-I-s-B-10840)    | Situl arheologic de la Iabalcea - "Peștera Țapului" / ansamblu anonim (Categorie: locuire civilă) (Tip: Locuire în peșteră)                                      | sat Iabalcea, comuna Carașova     | Peștera Țapului        |                                                |            |                                               | Încărcați imagine | Raportați eroare |
| 51822.01.02 (Cod LMI: CS-I-s-B-10840)    | Situl arheologic de la Iabalcea - "Peștera Țapului" / ansamblu anonim (Categorie: locuire civilă) (Tip: Locuire în peșteră)                                      | sat Iabalcea, comuna Carașova     | Peștera Țapului        | Coțofeni                                       |            |                                               | Încărcați imagine | Raportați eroare |
| 51822.01.05 (Cod LMI: CS-I-s-B-10840)    | Situl arheologic de la Iabalcea - "Peștera Țapului" / ansamblu anonim (Categorie: locuire civilă) (Tip: Locuire în peșteră)                                      | sat Iabalcea, comuna Carașova     | Peștera Țapului        |                                                |            |                                               | Încărcați imagine | Raportați eroare |
| 53407.01.01 (Cod LMI: CS-I-s-A-10803)    | Orașul roman Municipiul Tibiscum - Iaz - "Traianu" / ansamblu Municipiul Tibiscum (rezervație arheologică) (Categorie: locuire civilă) (Tip: așezare urbană)     | sat Iaz, comuna Obreja            | Traianu                | romană sec. II - IV                            |            | 45°28′28″N 22°11′12″E / 45.47445°N 22.18667°E | Încărcați imagine | Raportați eroare |
| 53407.01.02 (Cod LMI: CS-I-s-A-10803)    | Orașul roman Municipiul Tibiscum - Iaz - "Traianu" / ansamblu Municipiul Tibiscum (rezervație arheologică) (Categorie: locuire civilă) (Tip: Castru)             | sat Iaz, comuna Obreja            | Traianu                | romană                                         |            | 45°28′28″N 22°11′12″E / 45.47445°N 22.18667°E | Încărcați imagine | Raportați eroare |
| 53407.01.03 (Cod LMI: CS-I-s-A-10803)    | Orașul roman Municipiul Tibiscum - Iaz - "Traianu" / ansamblu Municipiul Tibiscum (rezervație arheologică) (Categorie: locuire civilă) (Tip: Castru)             | sat Iaz, comuna Obreja            | Traianu                | romană                                         |            | 45°28′28″N 22°11′12″E / 45.47445°N 22.18667°E | Încărcați imagine | Raportați eroare |
| 53407.01.04 (Cod LMI: CS-I-s-A-10803)    | Orașul roman Municipiul Tibiscum - Iaz - "Traianu" / ansamblu anonim (Categorie: locuire civilă) (Tip: Drum)                                                     | sat Iaz, comuna Obreja            | Traianu                | romană                                         |            | 45°28′28″N 22°11′12″E / 45.47445°N 22.18667°E | Încărcați imagine | Raportați eroare |
| 53407.01.05 (Cod LMI: CS-I-s-A-10803)    | Orașul roman Municipiul Tibiscum - Iaz - "Traianu" / ansamblu anonim (Categorie: locuire civilă) (Tip: așezare)                                                  | sat Iaz, comuna Obreja            | Traianu                | Coțofeni                                       |            | 45°28′28″N 22°11′12″E / 45.47445°N 22.18667°E | Încărcați imagine | Raportați eroare |
| 53407.01.06 (Cod LMI: CS-I-s-A-10803)    | Orașul roman Municipiul Tibiscum - Iaz - "Traianu" / ansamblu anonim (Categorie: locuire civilă) (Tip: necropola)                                                | sat Iaz, comuna Obreja            | Traianu                | sec. IV - III                                  |            | 45°28′28″N 22°11′12″E / 45.47445°N 22.18667°E | Încărcați imagine | Raportați eroare |
| 51966.01.01 (Cod LMI: CS-I-m-B-10841)    | Stânca pictată de la Ilidia - "Valea Mare" / ansamblu anonim (Categorie: neprecizată) (Tip: Stâncă pictată)                                                      | sat Ilidia, comuna Ciclova Română | Valea Mare             | sec. XIII - XIV                                |            |                                               | Încărcați imagine | Raportați eroare |
| 51966.01.02 (Cod LMI: CS-I-m-B-10841)    | Stânca pictată de la Ilidia - "Valea Mare" / ansamblu anonim (Categorie: neprecizată) (Tip: Așezare)                                                             | sat Ilidia, comuna Ciclova Română | Valea Mare             | sec. XIII - XIV                                |            |                                               | Încărcați imagine | Raportați eroare |
| 51966.02.02 (Cod LMI: CS-I-m-A-10842.01) | Biserica medievală fortificată unitariană de la Ilidia - "Dealul Cetate" / ansamblu anonim (Categorie: structură de cult/religioasă) (Tip: Biserică fortificată) | sat Ilidia, comuna Ciclova Română | Dealul Cetate          | sec. XIII - XIV                                |            | 44°58′21″N 21°42′23″E / 44.9725°N 21.70639°E  | Încărcați imagine | Raportați eroare |
| 51966.02.03 (Cod LMI: CS-I-m-A-10842.02) | Biserica medievală fortificată unitariană de la Ilidia - "Dealul Cetate" / ansamblu anonim (Categorie: structură de cult/religioasă) (Tip: Cimitir)              | sat Ilidia, comuna Ciclova Română | Dealul Cetate          | sec. XI - XII; sec. XIII - XIV                 |            | 44°58′21″N 21°42′23″E / 44.9725°N 21.70639°E  | Încărcați imagine | Raportați eroare |
| 51966.02.01 (Cod LMI: CS-I-s-A-10842)    | Biserica medievală fortificată unitariană de la Ilidia - "Dealul Cetate" / ansamblu anonim (Categorie: structură de cult/religioasă) (Tip: Biserică)             | sat Ilidia, comuna Ciclova Română | Dealul Cetate          | sec. XI                                        |            | 44°58′21″N 21°42′23″E / 44.9725°N 21.70639°E  | Încărcați imagine | Raportați eroare |
| 51966.02.04 (Cod LMI: CS-I-s-A-10842)    | Biserica medievală fortificată unitariană de la Ilidia - "Dealul Cetate" / ansamblu anonim (Categorie: structură de cult/religioasă) (Tip: Incinta fortificată)  | sat Ilidia, comuna Ciclova Română | Dealul Cetate          | sec. XI                                        |            | 44°58′21″N 21°42′23″E / 44.9725°N 21.70639°E  | Încărcați imagine | Raportați eroare |
| 51966.03.01 (Cod LMI: CS-I-m-B-10843.02) | Situl arheologic de la Ilidia - "Săliște" / ansamblu anonim (Categorie: locuire civilă) (Tip: Așezare)                                                           | sat Ilidia, comuna Ciclova Română | Săliște                | sec. VIII - IX                                 |            |                                               | Încărcați imagine | Raportați eroare |
| 51966.03.02 (Cod LMI: CS-I-m-B-10843.01) | Situl arheologic de la Ilidia - "Săliște" / ansamblu anonim (Categorie: locuire civilă) (Tip: Așezare)                                                           | sat Ilidia, comuna Ciclova Română | Săliște                | sec. XIII-XIV                                  |            |                                               | Încărcați imagine | Raportați eroare |
| 51966.04.01 (Cod LMI: CS-I-m-A-10844.04) | Situl arheologic de la Ilidia - "Dealul Oblița" / ansamblu anonim (Categorie: locuire) (Tip: Necropolă)                                                          | sat Ilidia, comuna Ciclova Română | Dealul Oblița          | Basarabi                                       |            | 44°57′59″N 21°41′51″E / 44.96639°N 21.6975°E  | Încărcați imagine | Raportați eroare |
| 51966.04.02 (Cod LMI: CS-I-m-A-10844.01) | Situl arheologic de la Ilidia - "Dealul Oblița" / ansamblu anonim (Categorie: locuire) (Tip: Biserică-rotondă)                                                   | sat Ilidia, comuna Ciclova Română | Dealul Oblița          | sec. XIII - XV                                 |            | 44°57′59″N 21°41′51″E / 44.96639°N 21.6975°E  | Încărcați imagine | Raportați eroare |
| 51966.04.03 (Cod LMI: CS-I-m-A-10844.03) | Situl arheologic de la Ilidia - "Dealul Oblița" / ansamblu anonim (Categorie: locuire) (Tip: Necropolă)                                                          | sat Ilidia, comuna Ciclova Română | Dealul Oblița          | sec. XIII - XV                                 |            | 44°57′59″N 21°41′51″E / 44.96639°N 21.6975°E  | Încărcați imagine | Raportați eroare |
| 51966.04.04 (Cod LMI: CS-I-s-A-10844)    | Situl arheologic de la Ilidia - "Dealul Oblița" / ansamblu anonim (Categorie: locuire) (Tip: Așezare fortificată)                                                | sat Ilidia, comuna Ciclova Română | Dealul Oblița          | sec. XIII - XV                                 |            | 44°57′59″N 21°41′51″E / 44.96639°N 21.6975°E  | Încărcați imagine | Raportați eroare |
| 51966.04.05 (Cod LMI: CS-I-m-A-10844.02) | Situl arheologic de la Ilidia - "Dealul Oblița" / ansamblu anonim (Categorie: locuire) (Tip: Donjon)                                                             | sat Ilidia, comuna Ciclova Română | Dealul Oblița          | sec. XII                                       |            | 44°57′59″N 21°41′51″E / 44.96639°N 21.6975°E  | Încărcați imagine | Raportați eroare |
| 51966.05.01 (Cod LMI: CS-I-m-B-10845.05) | Situl arheologic de la Ilidia - "Moara Gherghinii" / ansamblu anonim (Categorie: locuire civilă) (Tip: Așezare)                                                  | sat Ilidia, comuna Ciclova Română | Moara Gherghinii       |                                                |            |                                               | Încărcați imagine | Raportați eroare |
| 51966.05.02 (Cod LMI: CS-I-m-B-10845.06) | Situl arheologic de la Ilidia - "Moara Gherghinii" / ansamblu anonim (Categorie: locuire civilă) (Tip: Așezare)                                                  | sat Ilidia, comuna Ciclova Română | Moara Gherghinii       |                                                |            |                                               | Încărcați imagine | Raportați eroare |
| 51966.05.03 (Cod LMI: CS-I-m-B-10845.04) | Situl arheologic de la Ilidia - "Moara Gherghinii" / ansamblu anonim (Categorie: locuire civilă) (Tip: Așezare)                                                  | sat Ilidia, comuna Ciclova Română | Moara Gherghinii       | sec. III - IV                                  |            |                                               | Încărcați imagine | Raportați eroare |
| 51966.05.04 (Cod LMI: CS-I-m-B-10845.03) | Situl arheologic de la Ilidia - "Moara Gherghinii" / ansamblu anonim (Categorie: locuire civilă) (Tip: Așezare)                                                  | sat Ilidia, comuna Ciclova Română | Moara Gherghinii       | sec. VIII-IX                                   |            |                                               | Încărcați imagine | Raportați eroare |
| 51966.05.05 (Cod LMI: CS-I-m-B-10845.01) | Situl arheologic de la Ilidia - "Moara Gherghinii" / ansamblu anonim (Categorie: locuire civilă) (Tip: Așezare)                                                  | sat Ilidia, comuna Ciclova Română | Moara Gherghinii       | sec. XI - XII                                  |            |                                               | Încărcați imagine | Raportați eroare |
| 51966.05.06 (Cod LMI: CS-I-m-B-10845.02) | Situl arheologic de la Ilidia - "Moara Gherghinii" / ansamblu anonim (Categorie: locuire civilă) (Tip: Necropolă)                                                | sat Ilidia, comuna Ciclova Română | Moara Gherghinii       | sec. XI - XII                                  |            |                                               | Încărcați imagine | Raportați eroare |
| 53407.03.01                              | Situl arheologic de la Iaz - "Rovină" / ansamblu anonim (Categorie: locuire) (Tip: Necropolă tumulară de incinerație)                                            | sat Iaz, comuna Obreja            | Rovină                 | Basarabi - Basarabi II                         |            |                                               | Încărcați imagine | Raportați eroare |
| 53407.03.02                              | Situl arheologic de la Iaz - "Rovină" / ansamblu anonim (Categorie: locuire) (Tip: Villa rustica)                                                                | sat Iaz, comuna Obreja            | Rovină                 | romană                                         |            |                                               | Încărcați imagine | Raportați eroare |
| 51403.01.01                              | Situl arheologic de la Iam - La castel / ansamblu anonim (Categorie: construcție) (Tip: Construcție)                                                             | sat Iam, comuna Berliște          | La Castel              | sec. XVIII                                     |            |                                               | Încărcați imagine | Raportați eroare |
| 51403.01.02                              | Situl arheologic de la Iam - La castel / ansamblu anonim (Categorie: construcție) (Tip: Construcție)                                                             | sat Iam, comuna Berliște          | La Castel              | sec. IV                                        |            |                                               | Încărcați imagine | Raportați eroare |
| 51403.01.03                              | Situl arheologic de la Iam - La castel / ansamblu anonim (Categorie: construcție) (Tip: Val)                                                                     | sat Iam, comuna Berliște          | La Castel              |                                                |            |                                               | Încărcați imagine | Raportați eroare |
| 51403.02.01                              | Situl arheologic de la Iam - Macoviște - "Sat Bătrân" / ansamblu anonim (Categorie: locuire) (Tip: Așezare)                                                      | sat Iam, comuna Berliște          | Sat Bătrân             |                                                |            |                                               | Încărcați imagine | Raportați eroare |
| 51403.02.02                              | Situl arheologic de la Iam - Macoviște - "Sat Bătrân" / ansamblu anonim (Categorie: locuire) (Tip: Necropolă de incinerație)                                     | sat Iam, comuna Berliște          | Sat Bătrân             |                                                |            |                                               | Încărcați imagine | Raportați eroare |
| 51822.02.01                              | Situl arheologic de la Iabalcea- Peștera cu Oase / ansamblu anonim (Categorie: locuire civilă) (Tip: Așezare în peșteră)                                         | sat Iabalcea, comuna Carașova     |                        | Coțofeni                                       |            |                                               | Încărcați imagine | Raportați eroare |
| 51822.02.02                              | Situl arheologic de la Iabalcea- Peștera cu Oase / ansamblu anonim (Categorie: locuire civilă) (Tip: Așezare în peșteră)                                         | sat Iabalcea, comuna Carașova     |                        |                                                |            |                                               | Încărcați imagine | Raportați eroare |
| 51822.02.03                              | Situl arheologic de la Iabalcea- Peștera cu Oase / ansamblu anonim (Categorie: locuire civilă) (Tip: Așezare în peșteră)                                         | sat Iabalcea, comuna Carașova     |                        |                                                |            |                                               | Încărcați imagine | Raportați eroare |
| 51822.03.01                              | Peștera cu Puț de la Iabalcea / ansamblu anonim (Categorie: locuire civilă) (Tip: Așezare în peșteră)                                                            | sat Iabalcea, comuna Carașova     |                        |                                                |            |                                               | Încărcați imagine | Raportați eroare |
| 51822.04.01                              | Peștera Cuptorul Ciumei de la Iabalcea / ansamblu anonim (Categorie: locuire civilă) (Tip: Așezare în peșteră)                                                   | sat Iabalcea, comuna Carașova     |                        |                                                |            |                                               | Încărcați imagine | Raportați eroare |
| 51822.05.01                              | Peștera de sub Pietrele Albe de la Iabalcea / ansamblu anonim (Categorie: locuire civilă) (Tip: Așezare în peșteră)                                              | sat Iabalcea, comuna Carașova     |                        |                                                |            |                                               | Încărcați imagine | Raportați eroare |
| 51822.06.01                              | Peștera Hotel Grotă de la Iabalcea / ansamblu anonim (Categorie: locuire civilă) (Tip: Așezare)                                                                  | sat Iabalcea, comuna Carașova     |                        |                                                |            |                                               | Încărcați imagine | Raportați eroare |
| 51822.07.01                              | Situl arheologic de la Iabalcea- Peștera Omului / ansamblu anonim (Categorie: locuire civilă) (Tip: Așezare în peșteră)                                          | sat Iabalcea, comuna Carașova     |                        | Coțofeni                                       |            |                                               | Încărcați imagine | Raportați eroare |
| 51822.07.02                              | Situl arheologic de la Iabalcea- Peștera Omului / ansamblu anonim (Categorie: locuire civilă) (Tip: Așezare în peșteră)                                          | sat Iabalcea, comuna Carașova     |                        | dacică                                         |            |                                               | Încărcați imagine | Raportați eroare |
| 51822.07.03                              | Situl arheologic de la Iabalcea- Peștera Omului / ansamblu anonim (Categorie: locuire civilă) (Tip: Așezare în peșteră)                                          | sat Iabalcea, comuna Carașova     |                        |                                                |            |                                               | Încărcați imagine | Raportați eroare |
| 51822.08.01                              | Situl arheologic de la Iabalcea- Peștera Racoviță / ansamblu anonim (Categorie: locuire civilă) (Tip: Așezare în peșteră)                                        | sat Iabalcea, comuna Carașova     |                        | dacică                                         |            |                                               | Încărcați imagine | Raportați eroare |
| 51822.08.02                              | Situl arheologic de la Iabalcea- Peștera Racoviță / ansamblu anonim (Categorie: locuire civilă) (Tip: Așezare în peșteră)                                        | sat Iabalcea, comuna Carașova     |                        |                                                |            |                                               | Încărcați imagine | Raportați eroare |
| 51822.09.01                              | Peștera Ibex de la Iabalcea / ansamblu anonim (Categorie: locuire civilă) (Tip: Așezare în peșteră)                                                              | sat Iabalcea, comuna Carașova     |                        |                                                |            |                                               | Încărcați imagine | Raportați eroare |
| 53032.01.01                              | Depozitul de bronzuri de la Iablanița / ansamblu anonim (Categorie: depozit/tezaur) (Tip: Depozit)                                                               | sat Iablanița, comuna Iablanița   |                        |                                                | 18882      |                                               | Încărcați imagine | Raportați eroare |
| 53032.02.01                              | Cariera de piatră de la Iablanița / ansamblu anonim (Categorie: exploatare/carieră) (Tip: Carieră de piatră)                                                     | sat Iablanița, comuna Iablanița   |                        | romană                                         |            |                                               | Încărcați imagine | Raportați eroare |
| 51403.03.01                              | Depozitul de bronzuri de la Iam / ansamblu anonim (Categorie: depozit/tezaur) (Tip: Depozit)                                                                     | sat Iam, comuna Berliște          |                        | - seria Cincu-Suseni                           |            |                                               | Încărcați imagine | Raportați eroare |
| 51403.04.01                              | Situl arheologic de la Iam - ,,Prigor / ansamblu anonim (Categorie: locuire civilă) (Tip: Așezare)                                                               | sat Iam, comuna Berliște          | Prigor                 | Basarabi                                       |            |                                               | Încărcați imagine | Raportați eroare |
| 51403.04.02                              | Situl arheologic de la Iam - ,,Prigor / ansamblu anonim (Categorie: locuire civilă) (Tip: Așezare)                                                               | sat Iam, comuna Berliște          | Prigor                 | sec. III - IV                                  |            |                                               | Încărcați imagine | Raportați eroare |
| 51403.05.01                              | Așezarea romană de la Iam - ,,Stația CFR / ansamblu anonim (Categorie: locuire civilă) (Tip: Așezare)                                                            | sat Iam, comuna Berliște          | Stația CFR             | romană sec. III-IV d. Chr                      |            |                                               | Încărcați imagine | Raportați eroare |
| 54608.01.01                              | Așezarea daco-romană de la Iertof / ansamblu anonim (Categorie: locuire civilă) (Tip: Așezare)                                                                   | sat Iertof, comuna Vrani          |                        | daco-romană sec. III-IV d. Chr                 |            |                                               | Încărcați imagine | Raportați eroare |
| 54074.01.01                              | Așezarea de epoca bronzului de la Ilova / ansamblu anonim (Categorie: locuire civilă) (Tip: Așezare)                                                             | sat Ilova, comuna Slatina-Timiș   |                        |                                                |            |                                               | Încărcați imagine | Raportați eroare |
| 54074.02.01                              | Așezările hallstattiene de la Ilova - ,,Șesul cu Spini / ansamblu anonim (Categorie: locuire civilă) (Tip: Așezare)                                              | sat Ilova, comuna Slatina-Timiș   | Șesul cu Spini         | Balta Sărată                                   |            |                                               | Încărcați imagine | Raportați eroare |
| 54074.02.02                              | Așezările hallstattiene de la Ilova - ,,Șesul cu Spini / ansamblu anonim (Categorie: locuire civilă) (Tip: Așezare)                                              | sat Ilova, comuna Slatina-Timiș   | Șesul cu Spini         | Basarabi                                       |            |                                               | Încărcați imagine | Raportați eroare |
| 52339.01.01                              | Peștera 2143/ de la Ineleț- Cheile Bobotului / ansamblu anonim (Categorie: locuire civilă) (Tip: Așezare în peșteră)                                             | sat Ineleț, comuna Cornereva      |                        |                                                |            |                                               | Încărcați imagine | Raportați eroare |
| 52339.01.02                              | Peștera 2143/ de la Ineleț- Cheile Bobotului / ansamblu anonim (Categorie: locuire civilă) (Tip: Așezare în peșteră)                                             | sat Ineleț, comuna Cornereva      |                        |                                                |            |                                               | Încărcați imagine | Raportați eroare |
| 52339.02.01                              | Situl arheologic de la Ineleț- Peștera ,,La Găuri (grota superioară) / ansamblu anonim (Categorie: locuire civilă) (Tip: Locuire)                                | sat Ineleț, comuna Cornereva      |                        | Coțofeni                                       |            |                                               | Încărcați imagine | Raportați eroare |
| 52339.02.02                              | Situl arheologic de la Ineleț- Peștera ,,La Găuri (grota superioară) / ansamblu anonim (Categorie: locuire civilă) (Tip: Locuire)                                | sat Ineleț, comuna Cornereva      |                        | Vucedol                                        |            |                                               | Încărcați imagine | Raportați eroare |
| 52339.03.01                              | Așezarea Coțofeni de la Inelț- Peștera nr. 61 / ansamblu anonim(Peștera de la Steiul Roșu) (Categorie: locuire civilă) (Tip: Așezare în peșteră)                 | sat Ineleț, comuna Cornereva      | Peștera nr. 61         | Coțofeni                                       |            |                                               | Încărcați imagine | Raportați eroare |
| 52339.04.01                              | Situl arheologic de la Ineleț- Peștera 2144/65 / ansamblu anonim (Categorie: locuire civilă) (Tip: Așezare în peșteră)                                           | sat Ineleț, comuna Cornereva      |                        | Coțofeni                                       |            |                                               | Încărcați imagine | Raportați eroare |
| 52339.04.02                              | Situl arheologic de la Ineleț- Peștera 2144/65 / ansamblu anonim (Categorie: locuire civilă) (Tip: Așezare în peșteră)                                           | sat Ineleț, comuna Cornereva      |                        | vaselor cu toarte pastilate                    |            |                                               | Încărcați imagine | Raportați eroare |
| 54564.01.01                              | Tumulul de la Izgar- Gomila lui Gașpar / ansamblu anonim (Categorie: neprecizată) (Tip: Movilă)                                                                  | sat Izgar, comuna Vermeș          | Gomila lui Gașpar      |                                                |            |                                               | Încărcați imagine | Raportați eroare |
| 51966.06.01                              | Situl arheologic de la Ilidia - ,,Tramnic / ansamblu anonim (Categorie: locuire civilă) (Tip: Așezare)                                                           | sat Ilidia, comuna Ciclova Română | Tramnic                | Coțofeni                                       |            |                                               | Încărcați imagine | Raportați eroare |
| 51966.06.02                              | Situl arheologic de la Ilidia - ,,Tramnic / ansamblu anonim (Categorie: locuire civilă) (Tip: Așezare)                                                           | sat Ilidia, comuna Ciclova Română | Tramnic                | daco-romană sec. III-IV d. Chr                 |            |                                               | Încărcați imagine | Raportați eroare |
| 51966.07.01                              | Posibilă așezare neolitică de la Ilidia - ,,Cășile Codrenilor / ansamblu anonim (Categorie: descoperire izolată) (Tip: Locuire)                                  | sat Ilidia, comuna Ciclova Română | Cășile Codrenilor      | Starčevo - Criș                                |            |                                               | Încărcați imagine | Raportați eroare |
| 51966.08.01                              | Așezarea romană de la Ilidia - ,,Dealul Armenilor / ansamblu anonim (Categorie: locuire civilă) (Tip: Așezare)                                                   | sat Ilidia, comuna Ciclova Română | Dealul Armenilor       | romană sec. IV d. Chr                          |            |                                               | Încărcați imagine | Raportați eroare |
| 51966.09                                 | Situl arheologic de la Ilidia - ,,Funii (Categorie: locuire civilă) (Tip: așezare)                                                                               | sat Ilidia, comuna Ciclova Română | Funii                  | sec. III-IV d. Chr, sec. XI-XII d. Chr, XI-XII |            |                                               | Încărcați imagine | Raportați eroare |
| 51966.09.01                              | Situl arheologic de la Ilidia - ,,Funii / ansamblu anonim (Categorie: locuire civilă) (Tip: Așezare)                                                             | sat Ilidia, comuna Ciclova Română | Funii                  | Bodrogkeresztur                                |            |                                               | Încărcați imagine | Raportați eroare |
| 51966.09.02                              | Situl arheologic de la Ilidia - ,,Funii / ansamblu anonim (Categorie: locuire civilă) (Tip: Așezare)                                                             | sat Ilidia, comuna Ciclova Română | Funii                  | Basarabi                                       |            |                                               | Încărcați imagine | Raportați eroare |
| 51966.09.03                              | Situl arheologic de la Ilidia - ,,Funii / ansamblu anonim (Categorie: locuire civilă) (Tip: Așezare)                                                             | sat Ilidia, comuna Ciclova Română | Funii                  | daco-romană sec. III-IV d. Chr                 |            |                                               | Încărcați imagine | Raportați eroare |
| 51966.09.04                              | Situl arheologic de la Ilidia - ,,Funii / ansamblu anonim (Categorie: locuire civilă) (Tip: Necropolă)                                                           | sat Ilidia, comuna Ciclova Română | Funii                  | sec. XI-XII d. Chr                             |            |                                               | Încărcați imagine | Raportați eroare |
| 51966.10.01                              | Stânca cu desene rupestre în culoare roșie de la Ilidia - ,,Vicinic / ansamblu anonim (Categorie: structură de cult/religioasă) (Tip: Locuire)                   | sat Ilidia, comuna Ciclova Română | Vicinic                | sec. XI-XIV                                    |            |                                               | Încărcați imagine | Raportați eroare |
| 51966.10.02                              | Stânca cu desene rupestre în culoare roșie de la Ilidia - ,,Vicinic / ansamblu anonim (Categorie: structură de cult/religioasă) (Tip: biserică)                  | sat Ilidia, comuna Ciclova Română | Vicinic                | secolele XIII-XIV                              |            |                                               | Încărcați imagine | Raportați eroare |
| 51966.11.01                              | Movilele de la Ilidia - ,,Scămnel / ansamblu anonim (Categorie: neprecizată) (Tip: Movilă)                                                                       | sat Ilidia, comuna Ciclova Română | Scămnel                |                                                |            |                                               | Încărcați imagine | Raportați eroare |
| 51966.13.01                              | Situl arheologic de la Ilidia - ,,Sat Bătrân Mare / ansamblu anonim (Categorie: locuire civilă) (Tip: Așezare)                                                   | sat Ilidia, comuna Ciclova Română | Sat Bătrân Mare        | Coțofeni                                       |            |                                               | Încărcați imagine | Raportați eroare |
| 51966.13.02                              | Situl arheologic de la Ilidia - ,,Sat Bătrân Mare / ansamblu anonim (Categorie: locuire civilă) (Tip: așezare urbană)                                            | sat Ilidia, comuna Ciclova Română | Sat Bătrân Mare        |                                                |            |                                               | Încărcați imagine | Raportați eroare |
| 51966.13.03                              | Situl arheologic de la Ilidia - ,,Sat Bătrân Mare / ansamblu anonim (Categorie: locuire civilă) (Tip: Necropolă)                                                 | sat Ilidia, comuna Ciclova Română | Sat Bătrân Mare        | geto-dacică sec. IV-III î. Chr                 |            |                                               | Încărcați imagine | Raportați eroare |
| 51966.13.04                              | Situl arheologic de la Ilidia - ,,Sat Bătrân Mare / ansamblu anonim (Categorie: locuire civilă) (Tip: Așezare)                                                   | sat Ilidia, comuna Ciclova Română | Sat Bătrân Mare        |                                                |            |                                               | Încărcați imagine | Raportați eroare |
| 51966.13.05                              | Situl arheologic de la Ilidia - ,,Sat Bătrân Mare / ansamblu anonim (Categorie: locuire civilă) (Tip: templu)                                                    | sat Ilidia, comuna Ciclova Română | Sat Bătrân Mare        | secolul III d.Chr.                             |            |                                               | Încărcați imagine | Raportați eroare |
| 53407.05.01                              | Situl arheologic de la Ia Iaz-Țigănași / ansamblu anonim (Categorie: locuire) (Tip: Locuire)                                                                     | sat Iaz, comuna Obreja            | Țigănași               | Balta Sărată                                   |            |                                               | Încărcați imagine | Raportați eroare |
| 53407.06.01                              | Situl arheologic de la Iaz-Stația de transformare / ansamblu anonim (Categorie: locuire) (Tip: Locuire)                                                          | sat Iaz, comuna Obreja            | Stația de transformare |                                                |            |                                               | Încărcați imagine | Raportați eroare |
| 53407.07.01                              | Situl arheologic de la Iaz-fosta C.A.P. / ansamblu anonim (Categorie: locuire) (Tip: Locuire)                                                                    | sat Iaz, comuna Obreja            | fosta C.A.P.Iaz        |                                                |            |                                               | Încărcați imagine | Raportați eroare |
| 53407.08.01                              | Descoperirea funerară de epocă neprecizată de la Iaz-Gomilă / ansamblu anonim (Categorie: descoperire funerară) (Tip: movilă)                                    | sat Iaz, comuna Obreja            | Gomilă                 |                                                |            |                                               | Încărcați imagine | Raportați eroare |
| 53407.09.01                              | Descoperirea funerară de epocă romană de la Iaz-Dâmb / ansamblu anonim (Categorie: descoperire funerară) (Tip: Necropolă)                                        | sat Iaz, comuna Obreja            | Dâmb                   |                                                |            |                                               | Încărcați imagine | Raportați eroare |
| 53407.10.01                              | Situl arheologic de la Iaz-La Capelă / ansamblu anonim (Categorie: locuire) (Tip: Locuire)                                                                       | sat Iaz, comuna Obreja            | La Capelă              |                                                |            |                                               | Încărcați imagine | Raportați eroare |
| 53407.11.01                              | Așezarea de epocă neprecizată de la Iaz-Iepura / ansamblu anonim (Categorie: locuire) (Tip: Așezare)                                                             | sat Iaz, comuna Obreja            | Iepura                 |                                                |            |                                               | Încărcați imagine | Raportați eroare |
| 54608.02.01                              | Așezarea daco-romană de la Iertof-dealul Viilor / ansamblu anonim (Categorie: locuire) (Tip: așezare)                                                            | sat Iertof, comuna Vrani          | dealul Viilor          | daco-romană sec.III-IV d.Chr.                  |            |                                               | Încărcați imagine | Raportați eroare |
| 54564.02.01                              | Așezarea de epocă daco-romană de la Izgar-Ponoave / ansamblu anonim (Categorie: locuire) (Tip: așezare)                                                          | sat Izgar, comuna Vermeș          | Ponoave                | daco-romană sec.III-IV d.Chr.                  |            |                                               | Încărcați imagine | Raportați eroare |
| 54564.03.01                              | Așezarea de epocă daco-romană de la Izgar-Pietriș / ansamblu anonim (Categorie: locuire) (Tip: așezare)                                                          | sat Izgar, comuna Vermeș          | Pietriș                | daco-romană                                    |            |                                               | Încărcați imagine | Raportați eroare |
| 53407.02.01                              | Situl arheologic la Iaz - "Dâmb" / ansamblu Cimitirul municipiului roman Tibiscum (Categorie: descoperire funerară) (Tip: necropoă birituală)                    | sat Iaz, comuna Obreja            | Dâmb                   | romană                                         |            |                                               | Încărcați imagine | Raportați eroare |
| 53407.02.02                              | Situl arheologic la Iaz - "Dâmb" / ansamblu anonim (Categorie: descoperire funerară) (Tip: așezare)                                                              | sat Iaz, comuna Obreja            | Dâmb                   | Starčevo - Criș                                |            |                                               | Încărcați imagine | Raportați eroare |
| 53407.02.03                              | Situl arheologic la Iaz - "Dâmb" / ansamblu anonim (Categorie: descoperire funerară) (Tip: așezare)                                                              | sat Iaz, comuna Obreja            | Dâmb                   | Coțofeni                                       |            |                                               | Încărcați imagine | Raportați eroare |
| 53407.02.04                              | Situl arheologic la Iaz - "Dâmb" / ansamblu anonim (Categorie: descoperire funerară) (Tip: așezare)                                                              | sat Iaz, comuna Obreja            | Dâmb                   | Balta Sărată                                   |            |                                               | Încărcați imagine | Raportați eroare |
| 53407.02.05                              | Situl arheologic la Iaz - "Dâmb" / ansamblu anonim (Categorie: descoperire funerară) (Tip: așezare)                                                              | sat Iaz, comuna Obreja            | Dâmb                   | Basarabi                                       |            |                                               | Încărcați imagine | Raportați eroare |
| 53407.02.06                              | Situl arheologic la Iaz - "Dâmb" / ansamblu anonim (Categorie: descoperire funerară) (Tip: așezare)                                                              | sat Iaz, comuna Obreja            | Dâmb                   | dacică                                         |            |                                               | Încărcați imagine | Raportați eroare |
| 51966.12.01 (Cod LMI: CS-I-s-B-10846)    | Așezarea de epoca migrațiilor de la Ilidia - "Măscășeni" / ansamblu anonim (Categorie: locuire civilă) (Tip: Așezare)                                            | sat Ilidia, comuna Ciclova Română | Măscășeni              | sec. VIII                                      |            |                                               | Încărcați imagine | Raportați eroare |